# David Unsworth
David Gerald Unsworth (Chorley, 16 oktober 1973) is een Engels voormalig voetballer die doorgaans als centrale verdediger of linksachter speelde. Hij speelde 302 wedstrijden voor Everton in de Premier League en kwam een keer uit voor het Engels voetbalelftal.

## Clubcarrière

### Everton
Unsworth begon zijn professionele loopbaan bij Everton, de club waarvoor hij afgezien van een korte periode bij West Ham United, twaalf seizoenen zou spelen. Unsworths bijnaam op Goodison Park luistert naar de naam Rhino (Neushoorn). Hij debuteerde tegen Tottenham Hotspur in april 1992 en in zijn eerste seizoenen kreeg de centrale verdediger vaak zijn kans. Unsworths situatie veranderde helemaal vanaf 1994, na de benoeming van Joe Royle als manager. Unsworth werd een basispion.
Onder leiding van Royle en als deel van een ploeg die werd aangedreven door sterspeler Anders Limpar won hij met Everton de FA Cup in 1995, door in de finale met 1-0 te winnen van Manchester United. Unsworth speelde de hele wedstrijd als centrale verdediger, aan de zijde van aanvoerder en clubicoon Dave Watson. Later waren David Weir en Alan Stubbs zijn partners achterin. Hij werd één keer opgeroepen voor het Engels voetbalelftal en speelde negentig minuten mee tegen Japan op 3 juni 1995 (2-1).
Unsworth was in zijn tweede periode bij The Toffees onbetwist basisspeler. Hij kwam in de loondienst van Everton aan 304 wedstrijden en 34 doelpunten in de Engelse hoogste klasse – hij speelde twee duels in de First Division voor de oprichting van de Premier League.

### West Ham United en Aston Villa
Tussendoor kwam de centrale verdediger uit voor West Ham United en Aston Villa. Hij speelde gedurende het seizoen 1997/98 in totaal 32 competitiewedstrijden voor West Ham United, waarin hij twee keer scoorde. Hij speelde geen minuut voor Aston Villa, waar hij minder dan een maand onder contract stond in 1998. Hij gaf aan dat zijn familie zich niet lekker voelde in Birmingham, de thuisstad van Villa.

### Portsmouth
Na zijn tweede periode bij Everton kwam Unsworth uit voor Portsmouth, waar de centrale verdediger transfervrij neerstreek in de zomer van 2004 en waarmee hij nog steeds actief was in de Premier League. Bij zijn debuut voor Pompey scoorde hij tegen Birmingham City de gelijkmaker vanop de stip (1-1). Unsworth scoorde nogmaals uit een strafschop in wat een overwinning werd voor Portsmouth tegen Manchester United op 30 oktober 2004 (2-0). Harry Redknapp, die aan het seizoen begon als manager, werd in november 2004 de laan uitgestuurd. In zijn plaats kwam Velimir Zajec, waarna Unsworth zijn plaats in het elftal verloor.
Unsworth werd vanaf de winter uitgeleend aan tweedeklasser Ipswich Town. Hij speelde zestien wedstrijden voor Ipswich in het voorjaar van 2005 en trof doel bij zijn debuut op het veld van Sheffield United.

### Sheffield United
Unsworth verkaste in de zomer van 2005 naar tweedeklasser Sheffield United, dat hem transfervrij overnam van Portsmouth. De centrale verdediger dwong in het seizoen 2005/06 met Sheffield United promotie af naar de Premier League, onder impuls van aanvoerder Chris Morgan en Phil Jagielka. Unsworth had een klein aandeel met twee doelpunten, waarvan één op strafschop. Hij maakte mee de overstap naar de Premier League, maar verloor zijn basisplaats.

### Latere carrière
In januari 2007 vertrok Unsworth transfervrij naar Wigan Athletic. Hij speelde er tien wedstrijden in de Premier League en wist een keer te scoren. Hij verhuisde naar Burnley in de zomer van 2007, waarvoor hij 29 keer in actie kwam en een keer scoorde.
Unsworth beëindigde zijn loopbaan bij Huddersfield Town aan het einde van het seizoen 2008/09.

## Erelijst
| Competitie        |         |         |
| Competitie        | Aantal  | Jaren   |
| Everton           | Everton | Everton |
| ----------------- | ------- | ------- |
| FA Cup            | 1×      | 1994/95 |
| FA Charity Shield | 1×      | 1995    |

## Trainerscarrière
Twee jaar na zijn afscheid als profvoetballer werd Unsworth op 30 december 2010 aangesteld als interim-manager bij tweedeklasser Preston North End, na het ontslag van Darren Ferguson. Hij bleef er interim-manager tot de komst van Phil Brown op 6 januari 2011.
In 2013 was hij even assistent-trainer bij Sheffield United onder interim-manager Chris Morgan. Na dit enkele weken te zijn geweest, keerde hij terug naar het oude nest. Everton benoemde hem tot assistent-trainer van de U23. Hij vervulde deze functie een seizoen lang. Unsworth nam in mei 2016 als interim-manager het roer over van Roberto Martínez, waarna die laatste bij het Belgisch voetbalelftal zou overnemen van de na het EK 2016 opgestapte Marc Wilmots. Unsworth fungeerde nogmaals als interim-manager na het ontslag van Ronald Koeman.